# Portugália a 2022. évi téli olimpiai játékokon
Portugália a kínai Pekingben megrendezett 2022. évi téli olimpiai játékok egyik részt vevő nemzete volt. Az országot az olimpián 2 sportágban 3 sportoló képviselte, akik érmet nem szereztek.

## Alpesisí
Férfi
| Versenyző       | Versenyszám      | 1. futam | 1. futam | 2. futam | 2. futam | Összesítés | Összesítés |
| Versenyző       | Versenyszám      | Idő      | Hely.    | Idő      | Hely.    | Idő        | Helyezés   |
| --------------- | ---------------- | -------- | -------- | -------- | -------- | ---------- | ---------- |
| Ricardo Brancal | Óriás-műlesiklás | 1:16,83  | 42.      | 1:20,57  | 36.      | 2:37,40    | 37.        |
| Ricardo Brancal | Műlesiklás       | 1:06,24  | 46.      | 1:00,07  | 38.      | 2:06,31    | 39.        |

Női
| Versenyző        | Versenyszám      | 1. futam | 1. futam | 2. futam      | 2. futam      | Összesítés    | Összesítés    |
| Versenyző        | Versenyszám      | Idő      | Hely.    | Idő           | Hely.         | Idő           | Helyezés      |
| ---------------- | ---------------- | -------- | -------- | ------------- | ------------- | ------------- | ------------- |
| Vanina Guerillot | Óriás-műlesiklás | 1:10,59  | 56.      | 1:06,33       | 39.           | 2:16,92       | 43.           |
| Vanina Guerillot | Műlesiklás       | 59,45    | 46.      | nem ért célba | nem ért célba | nem ért célba | nem ért célba |

## Sífutás
Távolsági
Férfi
| Versenyző   | Versenyszám | Idő     | Helyezés |
| ----------- | ----------- | ------- | -------- |
| José Cabeça | 15 km       | 49:12,0 | 88.      |